# Altamahaw
Altamahaw è un census-designated place (CDP) degli Stati Uniti d'America, della Contea di Alamance, nella Carolina del Nord.
Fino al 9 settembre 2002 ha costituito un unico CDP, che si chiamava Altamahaw-Ossipee, con la località di Ossipee, che da allora è diventata un comune indipendente (town).